# Остап Охрін
Професор Остап Охрін (нар. 1984, Львів, Українська РСР, СРСР) — український науковець, статистик. Наймолодший німецький професор.

## Життєпис
Остап Охрін народився 1984 українському місті Львів, що тоді входило до складу Української РСР СРСР.
У червні 2005 року Остап отримав ступінь магістра в галузі статистики з відзнакою (Львівський національний університет ім. І. Франка). Магістерська дисертація називалась: «Асимптотика S-зупинених гіллястих процесів із зліченним числом типів частинок». Науковий керівник: професор Ярослав Єлейко.
З лютого 2006 по березень 2008 науковий співробітник Департаменту статистики, Університет Віадріна, Франкфурт-на-Одері, Німеччина. Там же стає кандидатом економіки з відзнакою (назва дисертації: «Ієрархічна Архимедова копула: визначення структури, властивості, застосування». Науковий керівник: професор Вольфганг Шмід.
З квітня 2008 року молодий науковець стає молодшим професором (W1) на кафедрі статистики та економетрики, Гумбольдтського університету Берліна, Німеччина.